# Seznam představitelů Svatého Tomáše a Princova ostrova

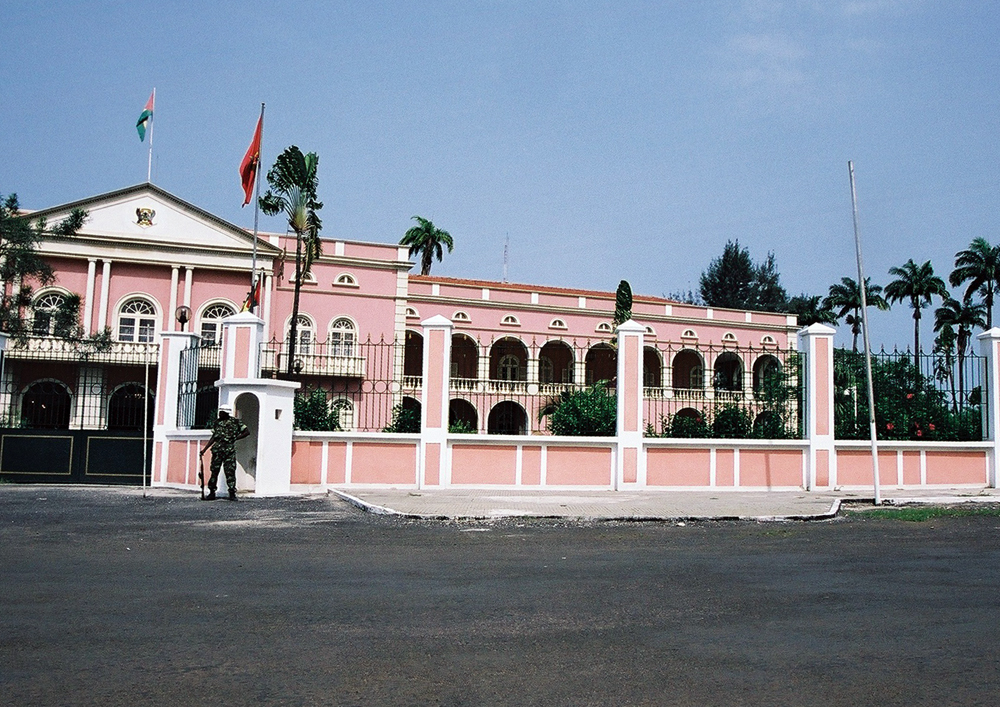
Sídlo představitelů Svatého Tomáše a Princova ostrova

Seznam představitelů Svatého Tomáše a Princova ostrova:
| Období                                | Osoba                                                      | Strana                                  | Poznámka                             |
| ------------------------------------- | ---------------------------------------------------------- | --------------------------------------- | ------------------------------------ |
| 12. července 1975 – 4. března 1991    | Manuel Pinto da Costa, prezident                           | MLSTP                                   |                                      |
| 4. března 1991 – 3. dubna 1991        | Leonel Mário d’Alva, prozatímní prezident                  | MLSTP                                   |                                      |
| 3. dubna 1991 – 15. srpna 1995        | Miguel Trovoada, prezident                                 | Acção Democrática Independente          | první demokraticky zvolený prezident |
| 15. srpna 1995 – 21. srpna 1995       | Manuel Quintas de Almeida, předseda Vlády národní záchrany |                                         | voják                                |
| 21. srpna 1995 – 3. září 2001         | Miguel Trovoada, prezident                                 | Acção Democrática Independente          | druhý mandát                         |
| 3. září 2001 – 16. července 2003      | Fradique de Menezes, prezident                             | Acção Democrática Independente, MDFM-PL |                                      |
| 16. července 2003 – 23. července 2003 | Fernando Pereira, předseda Vlády národní záchrany          |                                         | voják                                |
| 23. července 2003 – 3. září 2011      | Fradique de Menezes, prezident                             | MDFM-PL                                 |                                      |
| 3. září 2011 – 3. září 2016           | Manuel Pinto da Costa, prezident                           | bezpartajní                             | druhý mandát                         |
| od 3. září 2016 –2. říjen 2021        | Evaristo Carvalho, prezident                               | Acção Democrática Independente          |                                      |
| od 2 říjen 2021 –                     | Carlos Vila Nova, prezident                                | Acção Democrática Independente          |                                      |

## Související článek
- Dějiny Svatého Tomáše a Princova ostrova